# Koordenvierhoek

Koordenvierhoeken

Een koordenvierhoek is een vierhoek waarvan de vier hoekpunten op een cirkel liggen. Elk van de zijden is dus een koorde van deze omgeschreven cirkel. Een koordenvierhoek is altijd convex en de som van de overstaande hoeken is 180 graden.

## Speciale vierhoeken
Iedere vierhoek met twee evenwijdige zijden en een symmetrieas die daar loodrecht op staat is een koordenvierhoek. Het betreft gelijkbenige trapezia, dus ook rechthoeken en vierkanten. Een trapezium dat niet gelijkbenig is, kan geen koordenvierhoek zijn, een ruit met uitzondering van het vierkant evenmin. Vliegers en onregelmatige, convexe vierhoeken kunnen wel koordenvierhoeken zijn.

## Identiteiten
Een vierhoek met hoekpunten {\displaystyle A,B,C} en {\displaystyle D} en hoeken {\displaystyle \alpha ,\,\beta ,\,\gamma } en {\displaystyle \delta } is een koordenvierhoek als aan een van de volgende voorwaarden is voldaan.
- De vierhoek is convex en de som van de overstaande hoeken is 180°.
- {\displaystyle AB\cdot CD+BC\cdot AD=AC\cdot BD}, de stelling van Ptolemaeus.
- {\displaystyle \tan({\tfrac {1}{2}}\alpha )\tan({\tfrac {1}{2}}\gamma )=\tan({\tfrac {1}{2}}\beta )\tan({\tfrac {1}{2}}\delta )}.
- De vierhoek heeft een omgeschreven cirkel. Is er van een vierhoek bekend dat deze geen omgeschreven cirkel heeft, is het dus geen koordenvierhoek.

## Oppervlakte
Voor de oppervlakte van een koordenvierhoek geldt de formule van Brahmagupta:
{\displaystyle O={\sqrt {(s-a)(s-b)(s-c)(s-d)\ }}}
hierin zijn {\displaystyle a,b,c} en {\displaystyle d} de lengtes van de zijden, en is {\displaystyle s} de halve omtrek. De formule van Heron is hiervan een bijzonder geval, voor {\displaystyle d=0}.

## Diagonaaldriehoeken
De diagonaaldriehoeken van een koordenvierhoek, dat zijn de driehoeken met drie van de vier hoekpunten, hebben allerlei bijzondere eigenschappen:
- De hoogtepunten van deze vier driehoeken vormen een koordenvierhoek die congruent is met de vierhoek zelf. De zwaartepunten en middelpunten van de negenpuntscirkels vormen met de oorspronkelijke vierhoek gelijkvormige vierhoeken. De middelpunten van de ingeschreven cirkels vormen een rechthoek.
- De vier lijnen, die ontstaan door in elke diagonaaldriehoek de rechte van Wallace van het vierde punt te nemen, gaan door één punt.

1. ↑  M Eggen op YouTube. Koordenvierhoeken.
2. ↑  D Klingens. Koordenvierhoeken. Gearchiveerd op 14 februari 2022.